# Trzęsina
Trzęsina (do 2012 Trzęsin, dodatkowa nazwa w j. niem. Trzenschin) – przysiółek wsi Osowiec w Polsce, położony w województwie opolskim, w powiecie opolskim, w gminie Turawa, obejmuje obszar około 200 ha. Trzęsinę zamieszkuje około 148 osób.
W latach 1975–1998 przysiółek należał administracyjnie do ówczesnego województwa opolskiego.
Trzęsina jest małym, otoczonym lasami przysiółkiem, położonym zaraz przy wsi Osowiec. Na granicy tych dwóch osad przebiega linia kolejowa Opole-Kluczbork. Stąd już niedaleko nad Jezioro Srebrne i do Turawy na jej Jezioro Turawskie.

## Nazwa
Według niemieckiego językoznawcy Heinricha Adamy’ego nazwa miejscowości pochodzi od polskiej nazwy trzęsienia się lub grzęźnięcia. W swoim dziele o nazwach miejscowych na Śląsku wydanym w 1888 roku we Wrocławiu wymienia jako pierwotną nazwę miejscowości Grzenzin podając jej znaczenie "Sumpfplatz" czyli po polsku "Bagno". Nazwa została później przez Niemców zgermanizowana na Trzenschin i utraciła swoje znaczenie.

## Historia
Miejscowość występuje w źródłach już w 1592, kiedy to odnotowano tu istnienie huty rudy żelaza, tzw. rudy darniowej. Należała ona wówczas do właścicieli Turawy.
Trzęsina wraz z miejscowościami Osowiec, Węgry i Kolanowice do 1923 należały do parafii Kotórz Wielki, kiedy to od niej się odłączyły z zamiarem budowy kościoła, który byłby położony bliżej nich. Kościół taki został wybudowany w 1938 roku w Węgrach.
W Trzęsinie znajduje się młyn (a zarazem piekarnia), który jest tutaj jednym z najstarszych budynków. Drugą z najstarszych budowli jest kapliczka św. Jana Nepomucena, stojąca w środku osady obok młyna. Prawdopodobnie została ona ufundowana około 1808 roku przez Matijasa Adamca, przybyłego do Trzęsiny z Turcji. Podczas gdy Trzęsina należała jeszcze do parafii Kotórz Wielki, przy kapliczce odbywały się nabożeństwa majowe i niedzielne. W październiku 2005 roku kapliczka została odremontowana.
W latach 1936–1945 obowiązywała nowa nazwa Neuwiese O.S..
W 2012 r. zmieniono urzędowo nazwę miejscowości z Trzęsin na Trzęsina.